# Pagani Huayra

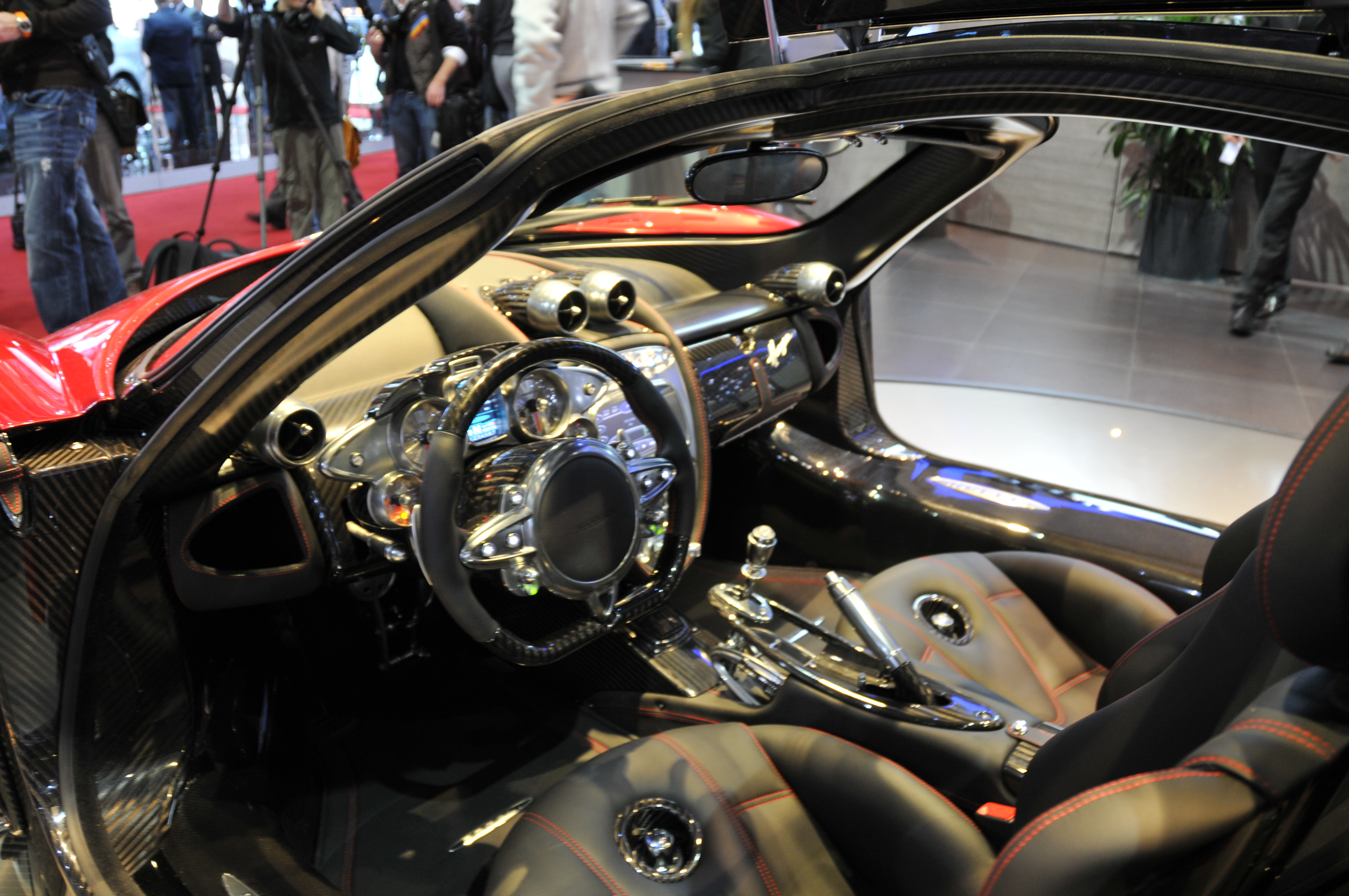
Pagani Huayras interiör

Pagani Huayra (uttalas wai-ra) är en italiensk tvåsitsig sportbil tillverkad av Pagani. Bilen uppvisades på bilsalongen i Genève 2011 och började säljas våren 2012. Den är uppkallad efter Huayra-tata, en sydamerikansk vindgud.

## Prestanda
I Huayra sitter en mittmonterad Mercedes-AMG biturbo-V12 på 6 liter. Motorn har över 700 hk. Den har ett vikt/effektförhållande på under 2 kilo/hk. Bilen har en toppfart på 370 km/tim och gör 0 - 100 km/tim på mindre än 3,5 sekunder.

## Chassi
Huayra har ett chassi gjort i en blandning av kolfiber och titan kallat Carbotanium, och är utrustad med måsvingedörrar. Bränsletanken sitter bakom föraren. Bilen har en torrvikt på 1 350 kg.